# Карломан (сын Карла II Лысого)
Карлома́н (фр. Carloman; умер в 876 или 877, Эхтернах) — церковный деятель Западно-Франкского королевства. Аббат нескольких монастырей. Один из сыновей короля Карла II Лысого из династии Каролингов. Участник мятежа против своего отца.

## Биография
Карломан был третьим сыном Карла II Лысого и его первой супруги, королевы Ирментруды. По инициативе правителя Западно-Франкского королевства, не желавшего возможного раздела государства между своими сыновьями, в 854 году Карломан был посвящён в духовный сан диакона. Эту церемонию, в присутствии Карла II, провёл епископ Мо Хильдегер. Затем Карломан был отправлен в аббатство Сент-Аман, где его учителем был монах Милон.
После окончания обучения, в 860 году Карломан был наделён отцом властью над аббатством Сен-Медар в Суасоне. 22 января 866 года он также получил в управление один из крупнейших монастырей Королевства западных франков, аббатство Сен-Жермен в Осере, место настоятеля которого стало вакантно из-за смерти младшего брата Карломана, аббата Лотаря Хромого. В сентябре этого же года, по поручению своего отца, Карломан совершил поездку в Бурж, во время которой возвёл на местную кафедру архиепископа Вульфада, а также участвовал в церемонии похорон ещё одного своего брата, короля Аквитании Карла.
В 868 году по приказу Карла II Лысого Карломан возглавлял франкское войско, которое должно было оказать помощь правителю Бретани Саломону в войне с норманнами. Также Карломану была доверена миссия передать от имени своего отца различные королевские регалии, как знак признания Карлом Лысым за Саломоном королевского титула. «Бертинские анналы» сообщают, что возглавленный Карломаном поход не увенчался успехом: франки лишь разорили некоторые области по берегам Сены и, так и не вступив в бой с норманнами, возвратились обратно. Несмотря на эту неудачу, Карломан в последующие годы продолжал пользоваться полным доверием отца, который передал ему управление ещё несколькими монастырями: в 868 году — аббатством Сен-Аманд, а в 870 году — аббатствами Сен-Рикье и Лобб. Также под управлением Карломана находился и монастырь Сен-Арнуль в Меце.
Однако в 870 году Карломан оказался замешан в заговор против короля Карла II. Современные событиям «Бертинские анналы» сообщают лишь то, что за это преступление по повелению отца он был лишён всех своих аббатств и помещён под стражу в городе Санлис. Другие исторические источники дополняют эти сведения сообщениями о том, что арест принца был произведён 18 июня на государственной ассамблее в Аттиньи, и что почти все принадлежавшие Карломану аббатства Карл II Лысый впоследствии раздал своим приближённым. Историки предполагают, что причиной заговора было желание Карломана обеспечить себе, в обход своего брата Людовика Заики, право на наследование престола Западно-Франкского королевства. Позднее в этом же году по просьбам легатов папы римского Адриана II и некоторых придворных Карл Лысый простил своего сына, освободив его из заключения.
Между тем Карломан, так и не оставивший намерения получить для себя какую-либо часть владений отца, вскоре после обретения свободы бежал от Карла II Лысого в те области бывшего королевства Лотарингия, которые были недавно присоединены к Западно-Франкскому королевству по Мерсенскому договору. Здесь он собрал войско и в течение 870—871 годов разорял эти земли, произведя «страшные опустошения». Всё это время Карл II пытался примириться с Карломаном, несколько раз посылая к нему посольства, участниками которых были приближённые к монарху лица, включая его зятя, графа Фландрии Бодуэна I. Только в 871 году король предпринял решительные меры для подавления мятежа, конфисковав имущество главных его участников и направив в Лотарингию войско. После этого Карломан сам был вынужден обратиться к отцу с просьбой о прощении, требуя от Карла только гарантий сохранения себе жизни. Получив обещание этого, Карломан явился к отцу в Безансон и по решению государственной ассамблеи, состоявшейся в Серве, был снова заточён в крепости Санлиса. Все прочие участники мятежа были Карлом II Лысым помилованы.
В течение следующих двух лет, которые Карломан провёл в заключении, среди знати Западно-Франкского государства продолжало расти число его сторонников. В 873 году Карл II Лысый, желая лишить своего сына защиты со стороны иерархов своего королевства и папы римского, повелел собрать в Санлисе церковный собор. По требованию монарха его участники постановили лишить Карломана духовного сана как человека, оказавшегося недостойным столь высокой чести. Однако, вновь став светским человеком, принц по закону возвратил себе права возможного наследника престола. Этим воспользовались его сторонники, составившие новый заговор против короля с целью освободить Карломана и короновать его. Но Карл II узнал об этих планах и вторично собрал суд над своим сыном. Присутствовавшие на этом собрании представители светской и церковной знати государства приговорили Карломана к смертной казни, которая была заменена ослеплением, «чтобы у того было время раскаяться» в своих преступлениях.
Местом дальнейшего заключения Карломану было определено аббатство Корби. Однако уже в этом году, в то время, когда Карл II Лысый находился в походе против норманнов, граф Меца Адалард II освободил узника и бежал с ним под защиту дяди Карломана, короля Восточно-Франкского государства Людовика II Немецкого. Первая встреча Карломана с королём восточных франков произошла в Ахене. Во время своего пребывания в Регенсбурге Людовик передал принца под опеку архиепископа Майнца Лиутберта, который предоставил беглецу место клирика в майнцской базилике Святого Альбана. В 874 году Людовик II Немецкий отдал Карломану в управление аббатство Эхтернах, где тот и скончался в 876 или 877 году.